# Monciînți, Krasîliv
Monciînți (în ucraineană Мончинці) este un sat în comuna Cernelivka din raionul Krasîliv, regiunea Hmelnîțkîi, Ucraina.

## Demografie
Componența lingvistică a localității Monciînți
     Ucraineană (98,18%)
     Rusă (1,82%)
Conform recensământului din 2001, majoritatea populației localității Monciînți era vorbitoare de ucraineană (98,18%), existând în minoritate și vorbitori de rusă (1,82%).